# بيترو باليرمو
بيترو باليرمو (بالإيطالية: Simone Palermo)‏ هو لاعب كرة قدم إيطالي في مركز الوسط، ولد في 17 أغسطس 1988 في روما في إيطاليا. شارك مع منتخب إيطاليا تحت 15 سنة لكرة القدم ومنتخب إيطاليا تحت 16 سنة لكرة القدم ومنتخب إيطاليا تحت 17 سنة لكرة القدم ومنتخب إيطاليا تحت 18 سنة لكرة القدم ومنتخب إيطاليا تحت 19 سنة لكرة القدم. أما مع النوادي، فقد لعب مع نادي برو باتاريا ونادي بياتشينزا ونادي بيستويسي ونادي تريفيزو ونادي روما ونادي فوجيا ونادي كريمونيسي.

## وصلات خارجية
- بيترو باليرمو على موقع الاتحاد الدولي (مؤرشف)  (الإنجليزية)
- بيترو باليرمو على موقع قاعدة بيانات كرة القدم.إي يو (الإنجليزية)
- بيترو باليرمو على موقع عالم كرة القدم.نت (الإنجليزية)
- بيترو باليرمو على موقع AS.com (الإسبانية)